# Oechalius
Oechalius is een geslacht van kevers uit de familie van de loopkevers (Carabidae). De wetenschappelijke naam van het geslacht is voor het eerst geldig gepubliceerd in 1935 door Liebke.

## Soorten
Het geslacht Oechalius is monotypisch en omvat slechts de volgende soort:
- Oechalius ohausi Liebke, 1935